# La Merced (Quito)
La Merced ist ein südöstlicher Vorort der ecuadorianischen Hauptstadt Quito und eine Parroquia rural („ländliches Kirchspiel“) im Kanton Quito der Provinz Pichincha. Die Parroquia La Merced gehört zur Verwaltungszone Los Chillos. Das Verwaltungsgebiet besitzt eine Fläche von 31,63 km². Die Einwohnerzahl betrug im Jahr 2010 8394.  

## Lage
Die Parroquia La Merced befindet sich in den Anden an der südöstlichen Peripherie des Ballungsraumes Quito. Das Verwaltungsgebiet liegt an der Südostflanke des 3185 m hohen erloschenen und teils erodierten Vulkans Ilaló. Der Río Chiche, rechter Quellfluss des Río Guayllabamba, entwässert einen Großteil des Areals nach Norden. Der äußerste Südwesten der Parroquia wird über den Río Ushimana nach Westen zum Río San Pedro entwässert. Das etwa 2570 m hoch gelegene Verwaltungszentrum befindet sich 15 km südöstlich vom Stadtzentrum von Quito. Die Fernstraße E35 (Latacunga–Ibarra) verläuft entlang der südlichen Verwaltungsgrenze.
Die Parroquia La Merced grenzt im Norden an die Parroquia Tumbaco, im Osten und im Süden an die Parroquia Píntag sowie im Westen an die Parroquia Alangasí.

## Geschichte
Die Parroquia rural La Merced wurde am 4. Mai 1964 gegründet.